# Івановка (Татишлинський район)
Іва́новка (рос. Ивановка, башк. Ивановка) — присілок у складі Татишлинського району Башкортостану, Росія. Входить до складу Нижньобалтачевської сільської ради.
Населення — 142 особи (2010; 144 у 2002).
Національний склад:
- удмурти — 98 %